# O neodvisnosti Ukrajine
O neodvisnosti Ukrajine (rusko На независимость Украины) je pesem Josifa Brodskega, ki jo je napisal v zgodnjih 1990-ih ob razglasitvi neodvisnosti Ukrajine leta 1991 in sledečem razpadu Sovjetske zveze.
V pesmi je Brodski z jeznimi in žaljivimi besedami izrazil svoja čustva o razdoru med ukrajinskim in ruskim narodom. Ukrajince v pesmi imenuje hohli (ruska etnična žaljivka za Ukrajince), vertuhaji (zaporniški pazniki) in kozaki. V zadnjih vrsticah piše, da bodo Ukrajinci, ki si želijo samostojnosti, na smrtni postelji opustili svojo ljubezen do pesnika Tarasa Ševčenka (očeta ukrajinske književnosti) in namesto njega prosili za Aleksandra Puškina (ki velja za očeta ruske književnosti).
Pesem ni bila nikoli uradno objavljena. Brodski jo je le nekajkrat prebral v javnosti, med drugim tudi v centru judovske skupnosti Palo Alto v Kaliforniji 30. oktobra 1992. Pesem je bila deležne širše javne pozornosti šele po tem, ko je bila leta 1994 objavljena v ukrajinskih časopisih kot primer ruskega nacionalizma Brodskega. Leta 2015 so med vojno v Donbasu ruski mediji pesem še bolj popularizirali med Rusi.

## Dvomi o avtorstvu
Nekaj časa je bilo avtorstvo pesmi sporno. Aktivist za človekove pravice Aleksaknder Daniel je opozoril na »presenetljivo slab slog«, ki ni značilen za Brodskega, vendar je kasneje od te analize odstopil na podlagi izjav zanesljivih prič, ki so Brodskega videle kako bere pesem. Leta 2015 je bil na Facebooku objavljen posnetek na katerem Brodski leta 1992 javno bere pesem, kar je razblinilo vse preostale dvome o avtorstvu.

## Kritike
Ton pesmi kaže, da avtor ni pripravljen priznati Ukrajincev kot naroda in jim odreka pravico do želje po samostojnosti, potem ko so bili več stoletij kolonialistično podrejeni različnim imperijem. Pesem so opisali tudi kot »nesramno in polno sovražnih etničnih stereotipov«. Nekateri kritiki so opozorili, da je poezijo potrebno brati z drugačnim pogledom kot druga besedila in v širšem kontekstu. Prijatelj in biograf Brodskega, filolog Bengt Youngfeld, je avtorja prepričal, da O neodvisnosti Ukrajine ni vključil v zbirko svojih del z obrazložitvijo, da gre za »razdražen, slabovoljen napad na tiste, ki ne razumejo prednosti ruske kulture nad ukrajinsko«.